# 히지카타 가쓰시게
히지카타 가쓰시게(일본어: 土方雄重, 1592년 ~ 1629년 1월 23일)는 에도 시대 전기의 다이묘로, 시모사 다코 번의 2대 번주이자, 무쓰 구보타 번의 초대 번주이다. 관직은 가몬노카미(掃部頭)이다.
히지카타 가쓰히사의 둘째 아들로 태어났다. 1608년, 아버지가 사망하였을 때 적자인 형 가쓰우지는 가문을 계승하기는 하였으나 이미 고모노 번의 다이묘로 독립했으므로, 아버지의 옛 영지 닷코 번 1만 5천 석 영지는 가쓰시게에게 돌아갔다. 1614년부터는 오사카 전투에 참전하여, 도쿠가와 이에야스 편에 섰던 사카이 다다요의 휘하에 속해 전공을 세웠다. 그 공적에 따라 무쓰 기쿠타 군 1만 석, 노토의 1만 석 영지, 도합 2만 석의 영지로 추가 전봉되어 구보타 번의 번주가 되었다. 1626년, 도쿠가와 이에미쓰의 교토 방문 행렬에 참여하였다. 1629년에 37세의 나이로 사망하였고, 맏아들 가쓰쓰구가 그 뒤를 이었다.